# Cloudera
Cloudera Inc. è una società di software statunitense che fornisce software basato su Apache Hadoop con relativo supporto e servizi correlati, e corsi per clienti commerciali.
Cloudera, Inc. è stata costituita il 27 giugno 2008 da Christophe Bisciglia (da Google), Amr Awadallah (da Yahoo!), Jeff Hammerbacher (da Facebook) e Mike Olson (da Oracle).
La distribuzione open source Apache Hadoop di Cloudera: Cloudera Distribution Including Apache Hadoop (CDH) si rivolge a implementazioni di classe enterprise di tale tecnologia. Cloudera sostiene che oltre il 50% della sua produzione ingegneristica è donato a monte ai vari progetti open source Apache con licenza open source (Apache Hive, Apache Avro, Apache HBase...) che combina per formare la piattaforma Hadoop. Cloudera è anche sponsor della Apache Software Foundation.

## Prodotti e servizi
Cloudera fornisce la Cloudera Data Platform, una raccolta di prodotti legati ai servizi cloud e all'elaborazione dei dati. Alcuni di questi servizi sono forniti attraverso server cloud pubblici come Microsoft Azure o Amazon Web Services, mentre altri sono servizi cloud privati che richiedono un abbonamento. Cloudera commercializza questi prodotti per scopi legati all'apprendimento automatico e all'analisi dei dati.
Cloudera ha adottato il termine di marketing "lakehouse", che deriva dalla combinazione dei termini "data lake" e "data warehouse". Il data lakehouse di Cloudera si basa su Apache Iceberg, un formato open source per tabelle analitiche molto grandi che consente di eseguire query SQL e di far lavorare contemporaneamente altri motori sulle stesse tabelle.